# 11602 Miryang
11602 Miryang eller 1995 ST54 är en asteroid i huvudbältet som upptäcktes 28 september 1995 av den amerikanske astronomen Robert Weber i Socorro County, New Mexico. Den är uppkallad efter den sydkoreanska staden Miryang.
Asteroiden har en diameter på ungefär 8 kilometer och den tillhör asteroidgruppen Adeona.